# La Ratita Presumida
La Ratita Presumida, también conocido como La Ratoncita Presumida, es un cuento folclórico acerca de una ratita y sus diversos pretendientes.

## Variantes
Existen diversas variantes del cuento. En algunas versiones, la ratoncita es seducida por la respuesta del gato, quien maúlla dulcemente cuando pregunta qué hará en la noche. En esta versión la ratoncita contrae matrimonio con el gato, que usualmente la devora en la noche de bodas (pero no en todas las variantes).
Otras versiones tienen una tercera parte, en la que la rata cae dentro de un caldo y muere, mientras que algunas presentan incluso una cuarta parte, en la cual todos los amigos de la ratoncita se dañan ellos mismos describiendo, de alguna manera, sus acciones con una canción, porque sienten lástima por la ratoncita. Cada personaje incrementa la seriedad de las acciones autodestructivas, cantando una canción diferente, pero con similitudes con la última canción. 
El personaje principal de la historia también puede tener diferentes representaciones, tales como una pequeña hormiga o una pequeña cucaracha.

## Orígenes
Este cuento parece haber tenido su origen en la tradición oral, para después pasar a la forma literaria. También, su forma literaria puede haber dado origen a tantas variaciones. La referencia más reciente de este cuento se encuentra en las obras de Fernán Caballero, en concreto en los textos Lágrimas (1839) y La Gaviota (1856), pero el cuento completo no fue escrito hasta después, en la compilación de sus obras en cuentos, oraciones, adivinanzas y refranes populares (1877). En esta versión más reciente, la ratoncita es una pequeña hormiga, pero sigue casada con un ratón, llamado Ratón Pérez. EL pequeño ratón inspiraría más tarde al Padre Coloma, quien lo convertiría en parte del folclore español tradicional, al presentarlo a sus lectores como un tipo de hada de los dientes.
La versión de Fernán Caballero tiene las cuatro partes explicadas en las secciones previas. La tercera y la cuarta parte tienen un paralelismo fuerte con el cuento de hadas inglés Titty Mouse and Tatty Mouse, recogido en la primera colección de Joseph Jacobs, en el libro English Fairy Tales, de 1890. Joseph Jacobs encontró veinticinco variantes del mismo cuento gracioso por todo el mundo, desde La India hasta España, y discutió varias teorías sobre su origen.
Una segunda referencia literaria puede ser encontrada en la obra de Carmen Lyra Cuentos de mi tía Panchita (1920), en el cual, aunque ella reconocía que es el mismo cuento de Fernán Caballero, ella deja la duda a un origen oriental o africano. De hecho, el cuento is titulado La Cucarachita Mandinga y Mandinga es justo otro nombre para la de gente de Mandinka. Esto conduce a creer en algunas influencias de los esclavos traídos de África. Los cuentos del libro llegaron a ser parte del folclore de Costa Rica, pero La Cucarachita es también conocido en Cuba, México y Panamá. En Panamá se volvió aún más importante tanto que forma parte del folclore panameño después de que fue adaptado en una obra teatral infantil por Rogelio Sinán y con la música de Gonzalo Brenes.
En algunas versiones, la cucaracha no es Mandinga sino Mondinga y en la versión cubana y caribeña parece ser Martina. Adicionalmente la representación de los personajes principales pueden cambiar de un país a otro, probablemente dependiendo en la gran influencia de Carmen Lyra o Fernán Caballero. La versión portorriqueña Pura Belpré (trasmitida de su abuela) fue la primera versión publicada en EE. UU., traducida como Pérez y Martina: un cuento folclórico puerto-riqueño (1932). En 1936, Calleja publicó otra versión La hormiguita se quiere casar, en la cual el ratón es salvado del caldo por la pequeña hormiga.
Existen un par de versiones contemporáneas que vale la pena mencionar, ya que pueden ser encontradas fácilmente en librerías infantiles: la versión de Daniel Moreton La Cucaracha Martina: un folclor caribeño, el cual parece tener su origen en la versión de Belpré y Joe Hayes, los cuales han remplazado la cucaracha por una mariposa en su cuento Mariposa o Mariposa mariposa: el feliz cuento de la mariposa.

## Valor educacional
La estructura del cuento facilita la personalización y adaptación al público infantil. Puede ser también útil para enseñar a los pequeños acerca de los animales y sus diferentes sonidos, o para hacerlos participar imitando los sonidos. Finalmente, la primera parte del cuento puede servier para educar sobre los peligros, por mencionar objetos que pueden dañarlos o cosas con las que no deberían jugar.